# Jeanne Marie-Laurent
Jeanne Marie-Laurent, nata Jeanne Micheline Marie Quillevéré (Parigi, 1º settembre 1877 – Lagny-sur-Marne, 7 aprile 1964), è stata un'attrice francese del cinema muto.
Nella sua carriera ricoprì spesso la parte di madre o di nonna, donne spesso colpite da un crudo destino. Fu una delle interpreti dell'iconico I vampiri di Louis Feuillade, prendendo parte ai due ultimi episodi del serial.
Era nipote dell'attrice Marie Laurent.

## Filmografia
- Sauvé par son chien - cortometraggio (1908)
- Les Noces siciliennes, regia di Louis Feuillade - cortometraggio (1912)
- Le Château de la peur, regia di Louis Feuillade - cortometraggio (1912)
- Le Noël de Francesca, regia di Louis Feuillade - cortometraggio (1912)
- L'uomo dai veleni (Les Vampires: L'Homme des poisons), regia di Louis Feuillade (1916)
- Nozze di sangue (Les Vampires: Les Noces sanglantes), regia di Louis Feuillade (1916)
- La Belle aux cheveux d'or, regia di Léonce Perret - cortometraggio (1916)
- Un figlio del Sahara (A Son of the Sahara), regia di Edwin Carewe (1924)
- Visages d'enfants, regia di Jacques Feyder (1925)
- Mylord l'Arsouille , regia di René Leprince (1925)
- La Brière, regia di Léon Poirier (1925)
- Le Roi de la pédale, regia di Maurice Champreux (1925)
- I miserabili (Les Misérables), regia di Henri Fescourt (1925)
- Mon frère Jacques, regia di Marcel Manchez (1926)
- Le P'tit Parigot, regia di René Le Somptier (1926)